# ريغي كوب
ريغي كوب (بالإنجليزية: Reggie Cobb)‏ هو لاعب كرة قدم أمريكية أمريكي، ولد في 7 يوليو 1968 في نوكسفيل في الولايات المتحدة.

## وصلات خارجية
- ريغي كوب على موقع مرجع كرة القدم المحترفة.كوم (الإنجليزية)